# Leverhulmia
Leverhulmia – wymarły rodzaj stawonogów, obejmujący tylko jeden opisany gatunek: Leverhulmia mariae.
Rodzaj i gatunek zostały opisane w 2003 roku przez Lyalla Andersona i Nigela Trewina na podstawie pojedynczej skamieniałości z Windyfield koło Rhynie Chert w Szkocji, pochodzącej z piętra pragu w dewonie wczesnym. Nazwę rodzajową nadano na cześć fundacji Leverhulme Trust, która sponsorowała fazę wykopalisk, w której go odkryto. Epitet gatunkowy upamiętnia z kolei Mary Duncan – właścicielkę terenu na którym go wydobyto. Holotyp oznaczony AUGD 12305 zdeponowano w kolekcji Wydziału Geologii University of Aberdeen. Autorzy oryginalnego opisu zaliczyli go do wijów bez pewnego wskazywania gromady. W 2005 roku okaz został poddany redeskrypcji przez Stephena Fayersa i Nigela Trewina. Autorzy Ci zreinterpretowali go jako sześcionoga na podstawie budowy pazurków.
Skamieniałość obejmuje fragment ciała o długości 11 mm w przekroju nieco odchylonym od strzałkowego. Ciało zwierzęcia było spłaszczone grzbietobrzusznie. Wierzch ciała przedstawia niejasny podział na segmenty, które przez autorów pierwszego opisu były nawet interpretowane jako możliwe diplosegmenty. Zwierzę miało co najmniej pięć par odnóży, każde złożone z pięciu członów (podomerów), określonych jako biodro, przedudzie, udo, goleń i stopa. W interpretacji z 2003 były to odnóża wija, natomiast późniejsza praca interpretuje jako odnóża sześcionoga, z których część stanowi odnóża odwłokowe. Na spodnich stronach dwóch ostatnich podomerów (goleni i stopy) odnóży znajduje się po jednym podłużnym rządku grubych, cierniopodobnych, osadzonych w kieszonkach szczecin. Przednie z odnóży, określane jako być może tułowiowe, mają grupy gęsto rozmieszczonych szczecinek mikro- i makroskopowych na grzbietowych powierzchniach dwóch ostatnich podomerów. Ponadto przednie (tułowiowe) odnóża zakończone były małym, pośrodkowym pazurkiem zespolonym z odsiebnym krańcem stopy, unguitraktorem lub poduszeczką oraz para bocznych pazurków otaczających pazurek pośrodkowy i połączonych stawowo z odsiebnym krańcem stopy. 
W skamieniałości zachował się dobrze falisty ślad jelita wraz z zawartością. Jest to najstarsza znana skamieniałość zawartości jelita zwierzęcia lądowego. Wskazuje ona, że było ono wszystkożernym detrytusożercą. W jelicie widoczne są fragmenty oskórka innych zwierząt, zmacerowane szczątki roślinne oraz zarodniki grzybów i roślin w różnym stopniu rozkładu. 